# أوليفر بوسكاجلي
أوليفر بوسكاجلي (بالفرنسية: Olivier Boscagli)‏ (18 نوفمبر 1997 بموناكو فيل في موناكو - ) هو لاعب كرة قدم فرنسي في مركز الدفاع. شارك مع منتخب فرنسا تحت 17 سنة لكرة القدم ومنتخب فرنسا تحت 18 سنة لكرة القدم ومنتخب فرنسا تحت 19 سنة لكرة القدم. أما مع النوادي، فقد لعب مع نادي نيس.

## وصلات خارجية
- أوليفر بوسكاجلي على موقع الاتحاد الأوربي (الإنجليزية)
- أوليفر بوسكاجلي على موقع رابطة كرة القدم الفرنسية للمحترفين (الإنجليزية)
- أوليفر بوسكاجلي على موقع إي إس بي إن إف سي (الإنجليزية)
- أوليفر بوسكاجلي على موقع قاعدة بيانات كرة القدم.إي يو (الإنجليزية)
- أوليفر بوسكاجلي على موقع ليكيب (الفرنسية)
- أوليفر بوسكاجلي على موقع Soccerbase.com (لاعب) (الإنجليزية)
- أوليفر بوسكاجلي على موقع Soccerway.com (الإنجليزية)
- أوليفر بوسكاجلي على موقع عالم كرة القدم.نت (الإنجليزية)